# Arkadiusz Bogusławski
Arkadiusz Bogusław Bogusławski (ur. 20 października 1965 w Głownie) – specjalista do spraw rewitalizacji i ratowania zabytków.

## Życiorys
Pochodzi z Bratoszewic. Absolwent Technikum Elektronicznego w Łodzi (1985) oraz Politechniki Łódzkiej (1991).   Ukończył studia podyplomowe Master of Public Administration w PAM Center. W latach dziewięćdziesiątych dyrektor ds. technicznych firmy Inter Solar. W późniejszym okresie pracował jako naczelnik i pełnomocnik ds. rozwoju miasta Zgierza oraz koordynator projektu Parku Kulturowego Miasto Tkaczy w Zgierzu – laureata nagrody w kategorii „Rewitalizowana przestrzeń publiczna” konkursu na najlepiej zagospodarowaną przestrzeń publiczną w Polsce, zorganizowanego przez Towarzystwo Urbanistów Polskich w 2012 roku. W 2015 był ekspertem rewitalizacji Koszarów Dragonów w Olsztynie. Był wykładowcą na studiach podyplomowych Szkoły Głównej Handlowej w Warszawie i Uniwersytetu Jagiellońskiego pod nazwą Rewitalizacja - organizacja, zarządzanie i finansowanie. Jest kierownikiem rewitalizacji osiedla Księży Młyn w Łodzi, nagrodzonej URBACT Good Practice City label dla najlepszej praktyki miejskiej (2017). Był odpowiedzialny za rewitalizację budynku przy ul. Przędzalnianej 91 w Łodzi, ogłoszonej rewaloryzacją roku (2018) w konkursie czasopisma „Eurobuild CEE”.

## Wyróżnienia
- Srebrny Medal „Zasłużony Kulturze Gloria Artis” (2022)[4].
- Medal z okazji 600-lecia Łodzi (2023)[20].